# Suicídio (dança)
No break dance, um suicídio é quando um dançarino (breaker: B-boys e B-girls) faz uma queda repentina de costas, frequentemente empregados como finalização, burn move e congelamento. Bons suicídios provocam exclamações de dor nos espectadores ("ai") e, podem até ser cômicos. Eles geralmente terminam com o executante totalmente imóvel, reforçando a imagem de machucado. Mas são usados técnicas para minimizar essa dor.
A invenção do movimento foi creditada a Frosty Freeze do Rock Steady Crew, e Powerful Pexster do New York City Breakers com o estilo e distinção do movimento Suicide que todos nós conhecemos executado de um flip frontal ao ombro Trac .  

## Suicídio versus congelamento
Os suicídios têm elementos em comum com os congelamentos. No entanto, há uma grande distinção, os congelamentos são técnicas controladas com precisão, destinadas a chamar a atenção para uma posição elegante congelada. Suicídios chamam a atenção, dando a impressão de estar perigosamente fora de controle e muitas vezes deixam o executor deitado no chão em uma posição normal.

## Variações
- The Suicide versão em que o executante faz um flip frontal, seguido da queda de costas no chão.
- Handspring Suicide: o executante corre e pula em uma cambalhota da frente, seguido da queda de costas.
- Baby Suicide: uma versão estacionária do suicídio de mola. Após um spin, o executante simplesmente cai de costas. Os braços podem ser repentinamente afastados para aumentar o efeito.
- Suicídio Reverso: envolve uma mola para trás ou uma aterrissagem para trás nos joelhos primeiro e depois nas costas